# Cuajada

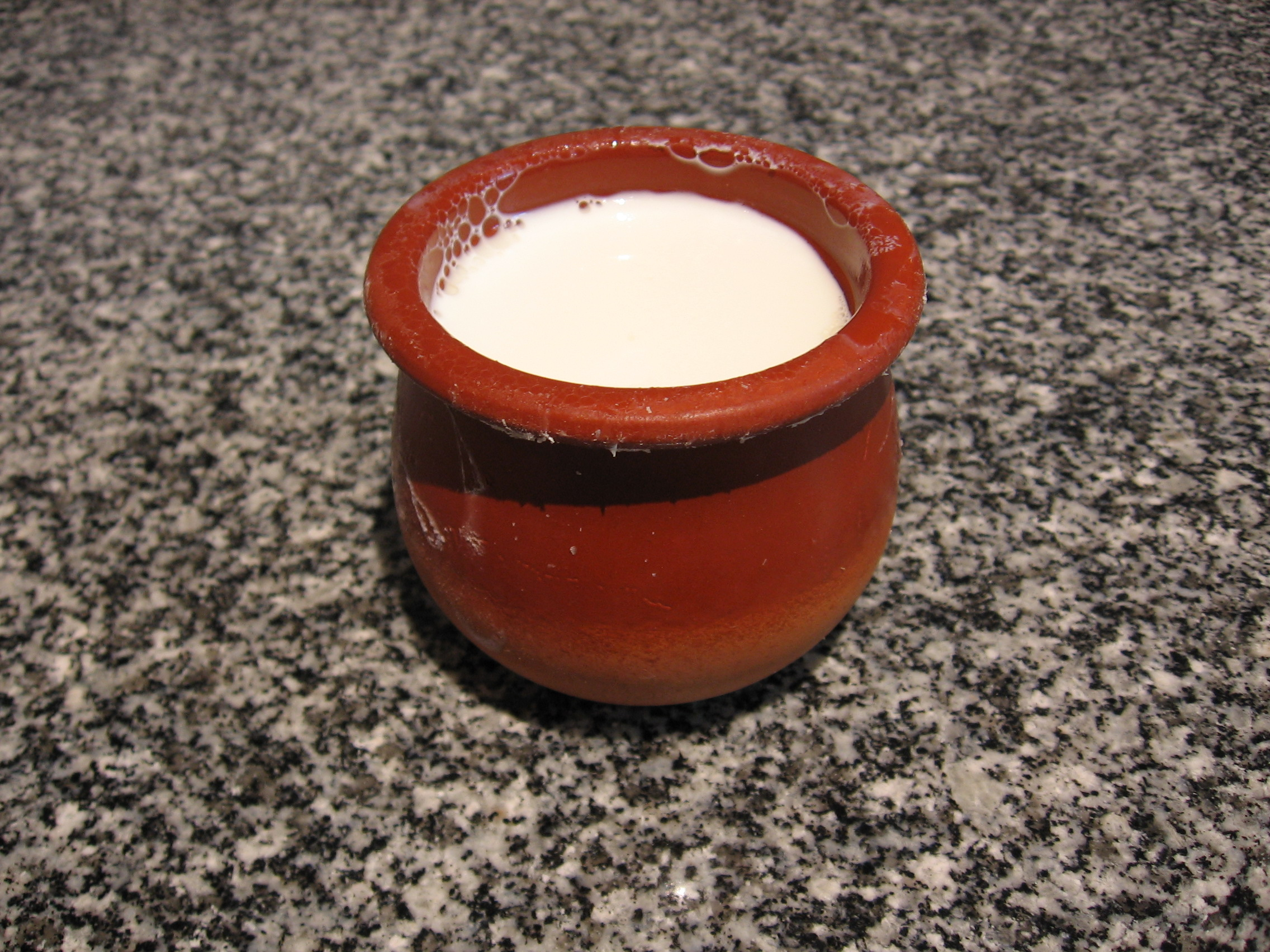
Cuajada

Cuajada [kwa'xaða] (spanisch, von cuajar „gerinnen, dick werden“) ist ein aus Schafmilch hergestelltes Milchprodukt. Es stammt aus Navarra und ist in Nordspanien verbreitet. Im Baskischen wird das Milchprodukt als Mamia bezeichnet.
Bei der Herstellung der Cuajada wird Schafmilch auf ca. 40 °C erhitzt und Lab zugefügt. Die Milch fermentiert und der resultierende Käsebruch erhält eine joghurtähnliche Konsistenz. Das Erhitzen kann mit im Feuer erhitzten Steinen vorgenommen werden, so dass die Cuajada neben dem milden, charakteristischen Schafgeschmack eine leichte Räuchernote erhält.
Alternativ zur Schafmilch kann auch Kuhmilch mit Milchpulver verdickt verwendet werden.
Cuajada wird gekühlt als Nachtisch serviert und mit Honig oder ersatzweise mit Zucker gesüßt.
In Lateinamerika versteht man unter Cuajada einen Käse, der oft zu roten Bohnen (Frijoles) mit einer Tortilla gegessen wird.